# Schlesischer Feldzug
Als Schlesischer Feldzug wurden die Kämpfe in Schlesien im Jahr 1807 zwischen der Rheinbund-Armee unter Jérôme Bonaparte und den von Graf Friedrich Wilhelm von Götzen geführten preußischen Truppen im Rahmen des Vierten Koalitionskrieges genannt. Durch geschickte Kriegsführung und Verhandlungen gelang es Graf von Götzen, die gegnerischen Truppen zu zersplittern und die Übergabe der Festungen Glatz, Silberberg und Cosel so lange hinauszuzögern, bis sie durch den Tilsiter Frieden hinfällig wurde.